# Sarcandra glabra
Sarcandra glabra är en tvåhjärtbladig växtart. Sarcandra glabra ingår i släktet Sarcandra och familjen Chloranthaceae.

## Underarter
Arten delas in i följande underarter:
- S. g. brachystachys
- S. g. glabra
- S. g. melanocarpa

## Bildgalleri

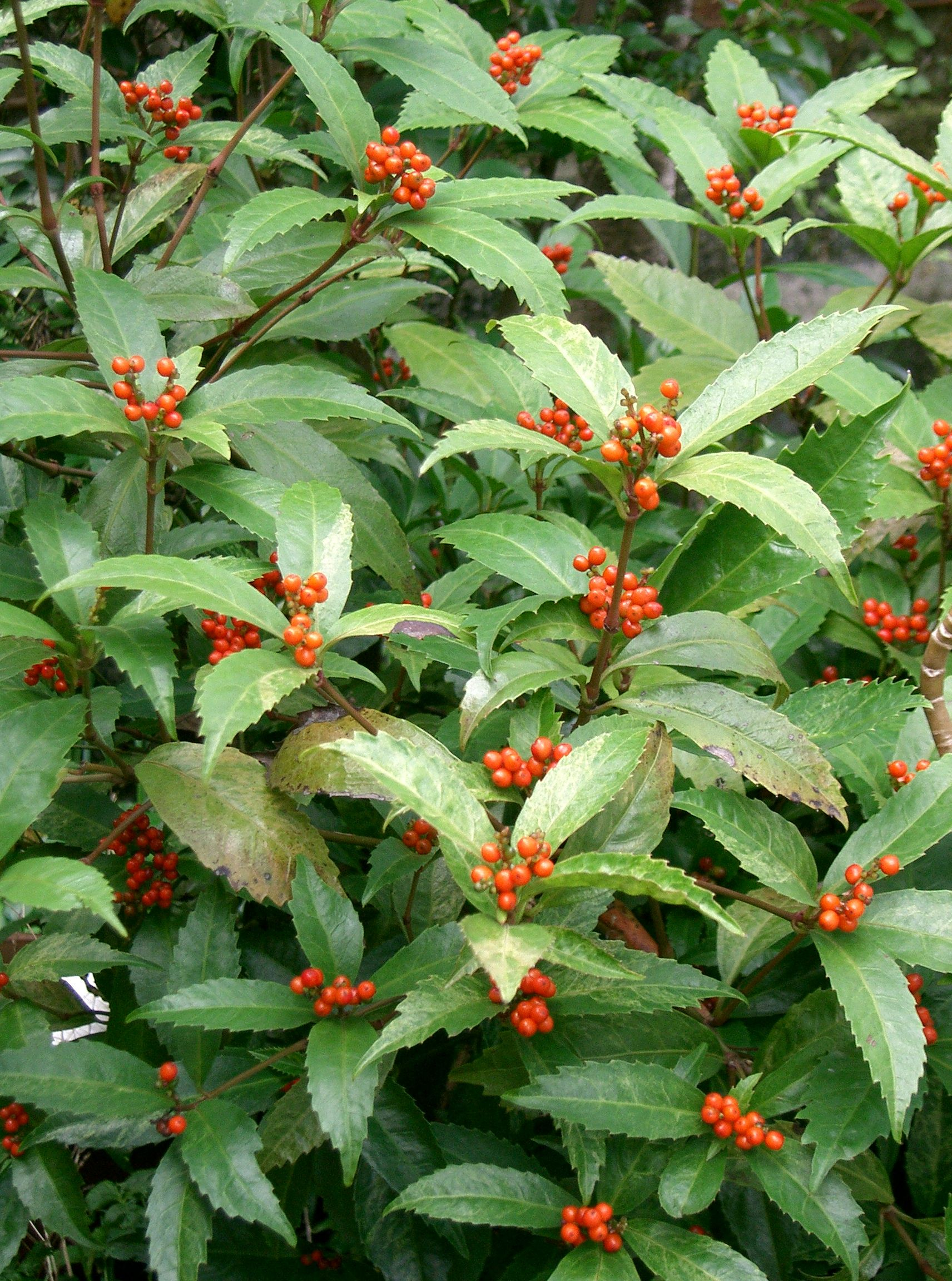
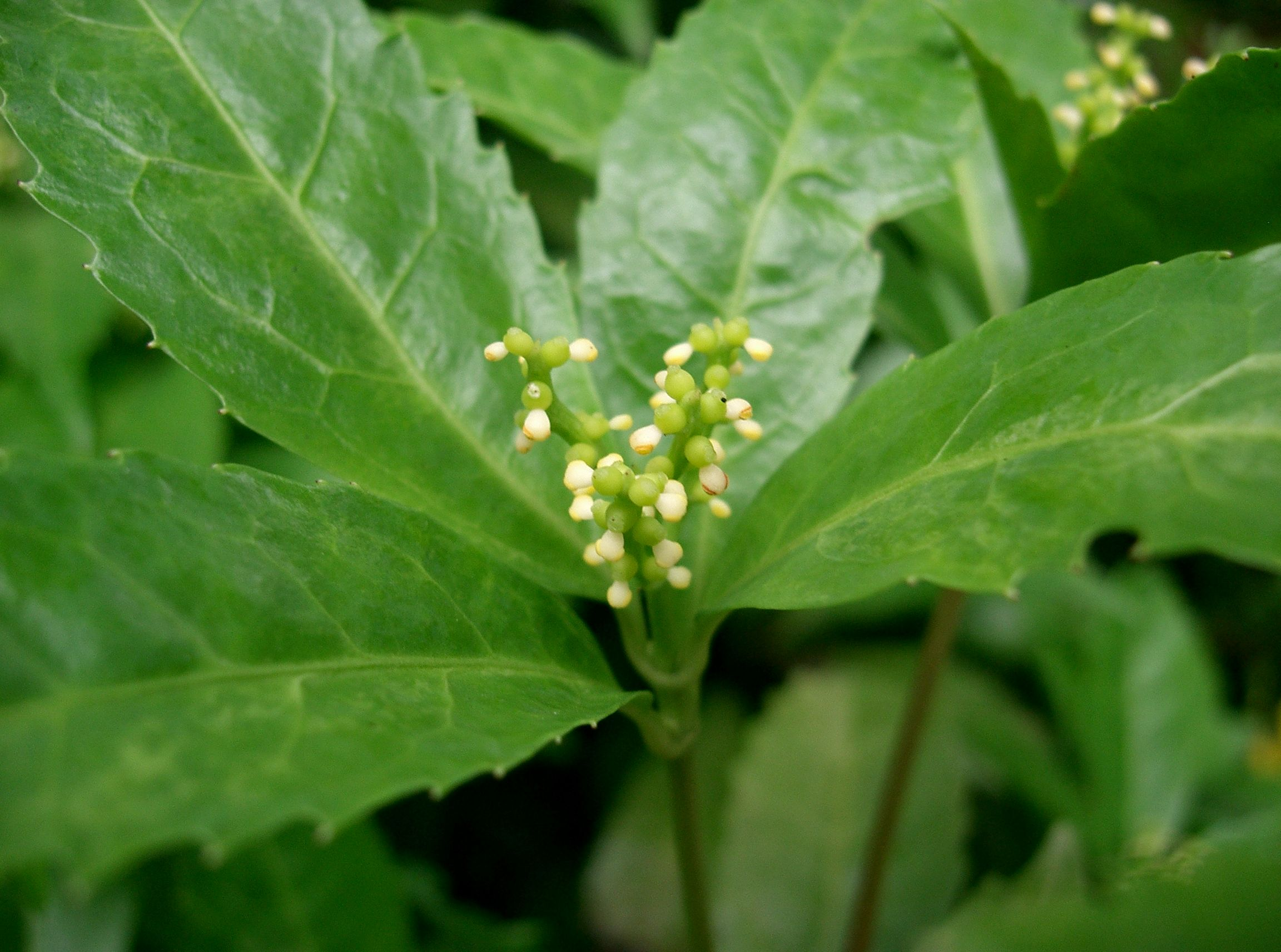
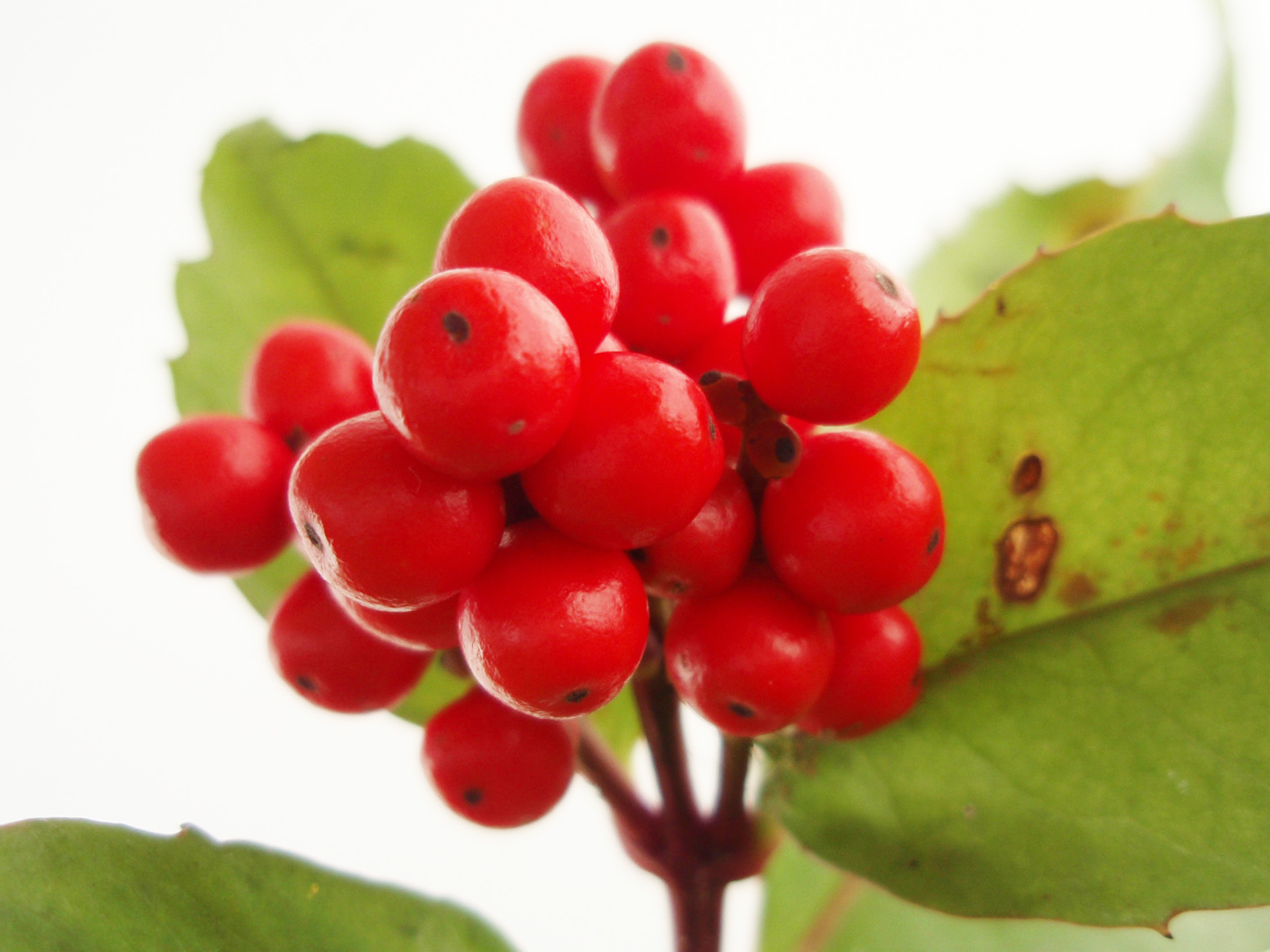
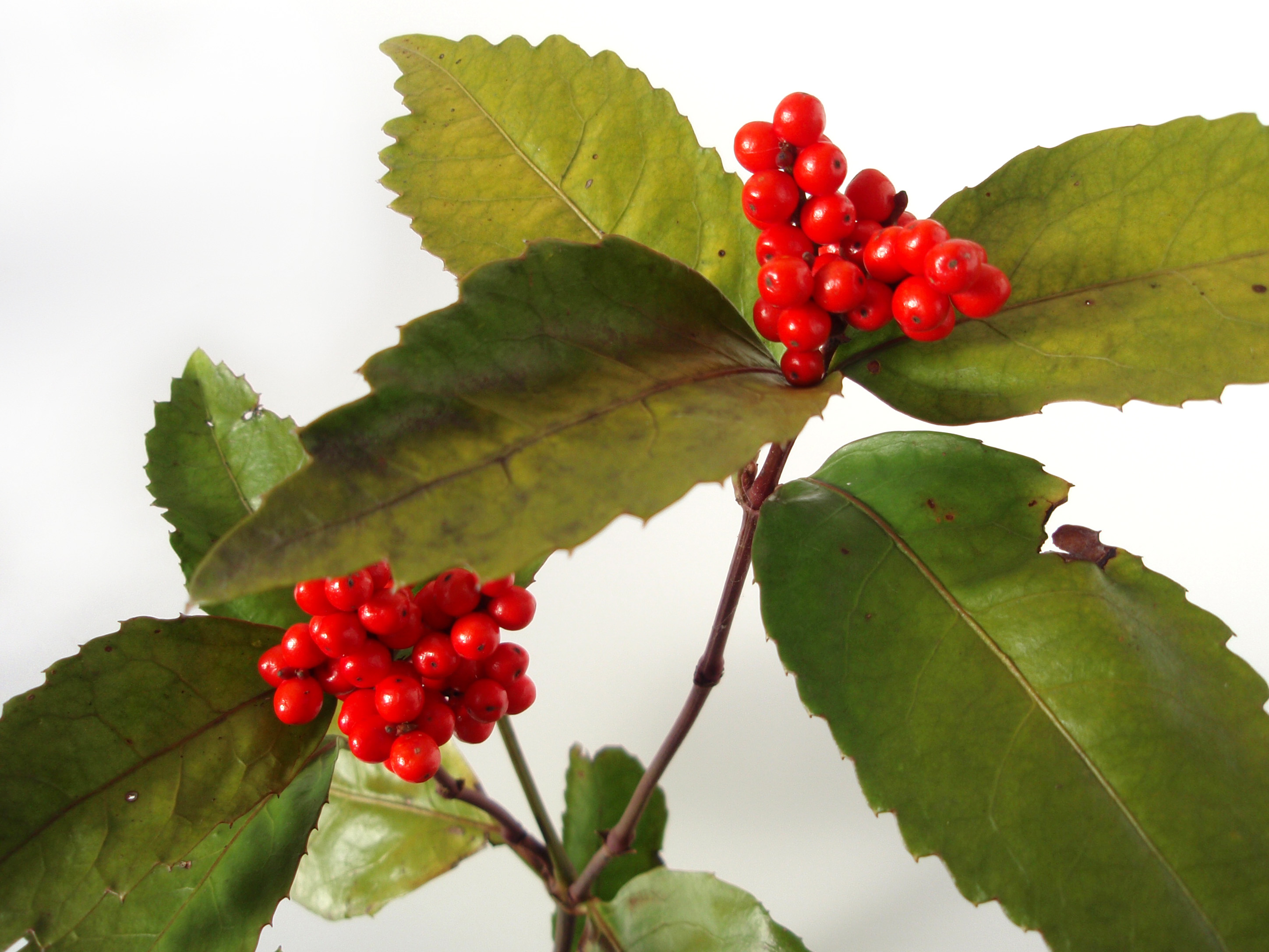
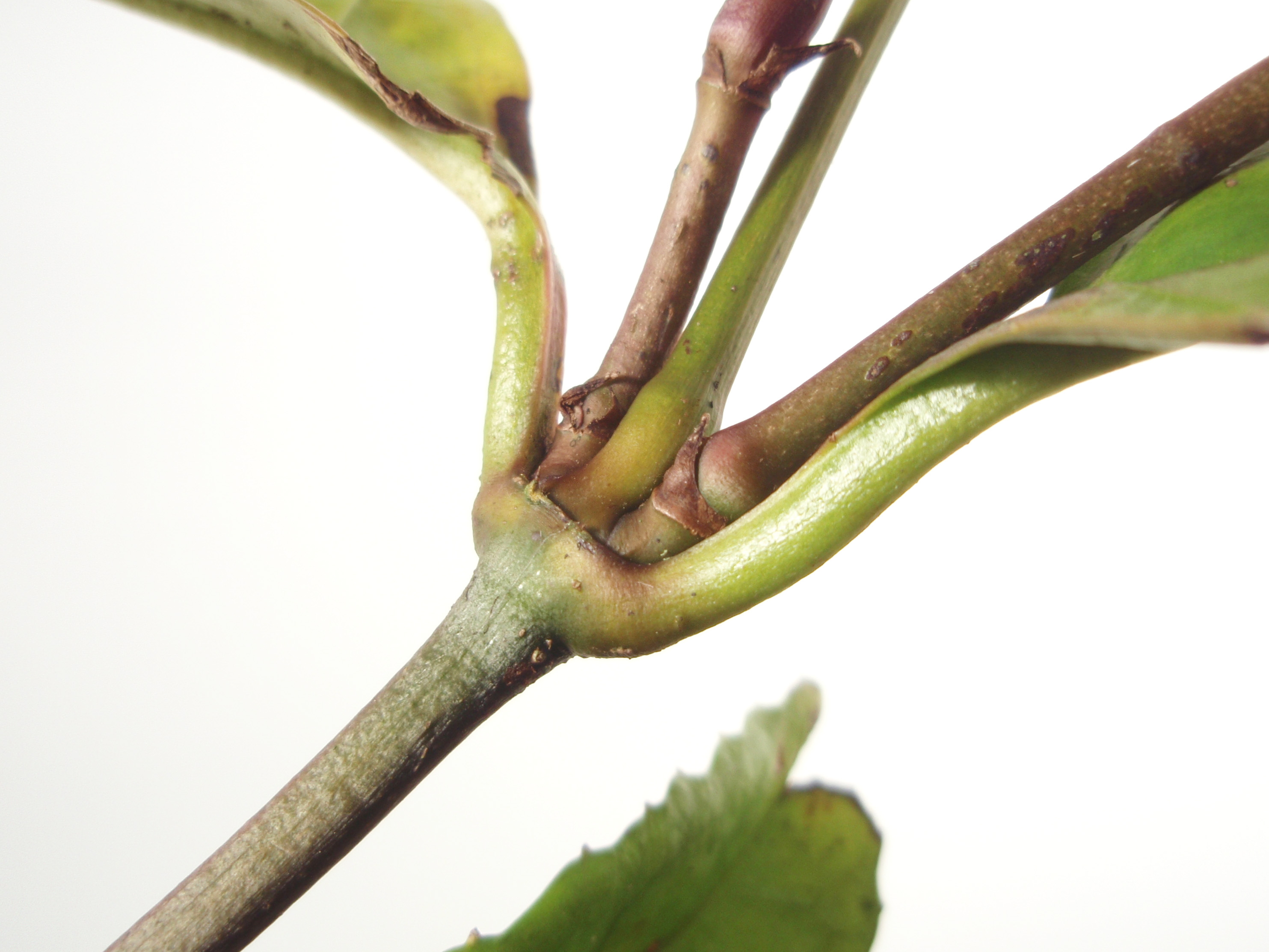
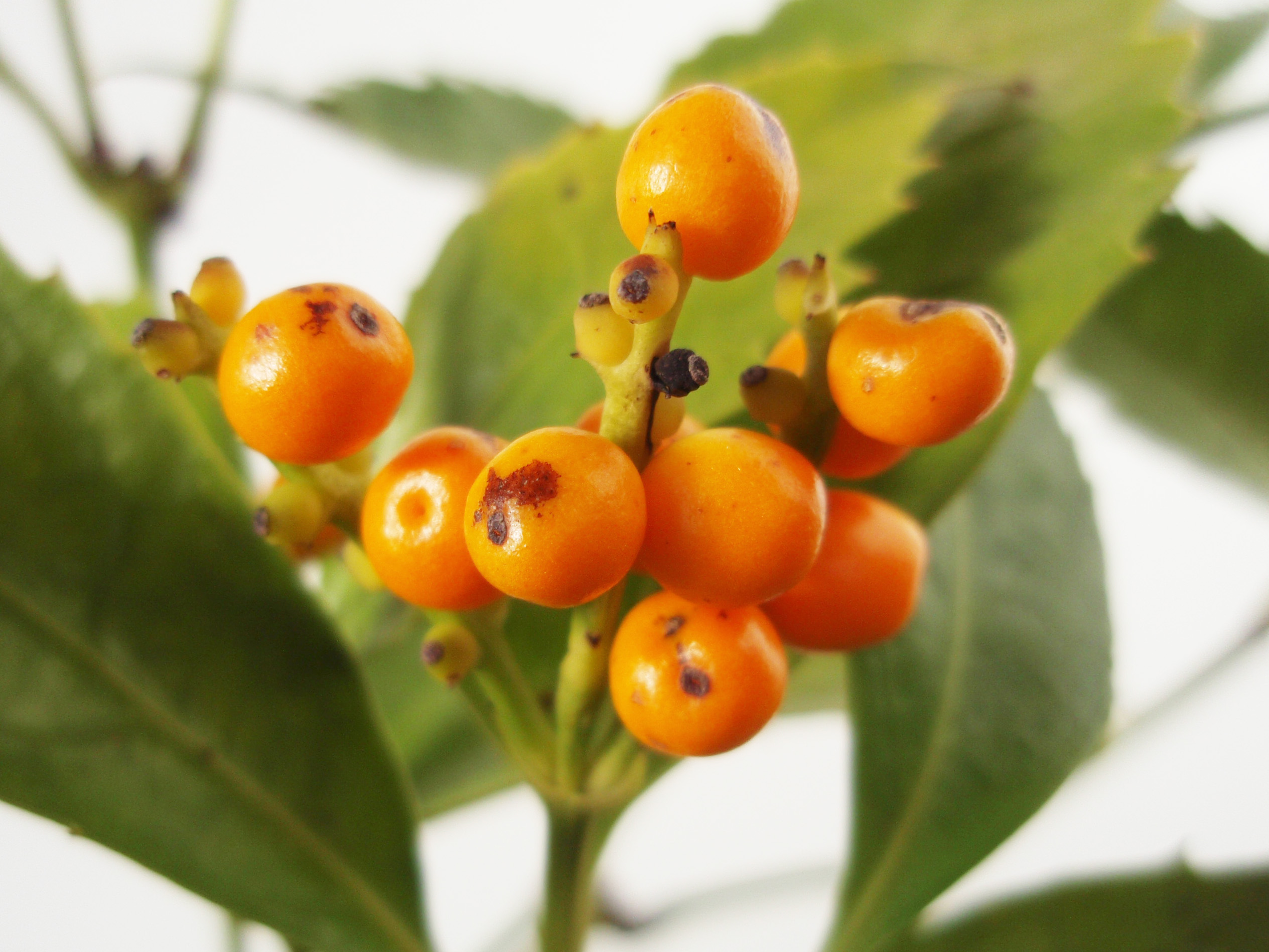